# GOES 13
El GOES 13, conegut com a GOES-N abans d'entrar en funcionament, és un satèl·lit meteorològic americà que forma part del sistema de Geostationary Operational Environmental Satellite de la National Oceanic and Atmospheric Administration. Es va posar en marxa el 2006. El 14 d'abril de 2010, el GOES-13 es va convertir en el satèl·lit meteorològic operatiu per a GOES-EAST fins al 25 de setembre de 2012, quan l'instrument òptic del GOES-13 va fallar. El satèl·lit va ser posat en mode d'espera fins que els enginyers podrien determinar la causa del mal funcionament. El GOES 13 va ser retornat al servei complet el 18 d'octubre de 2012.

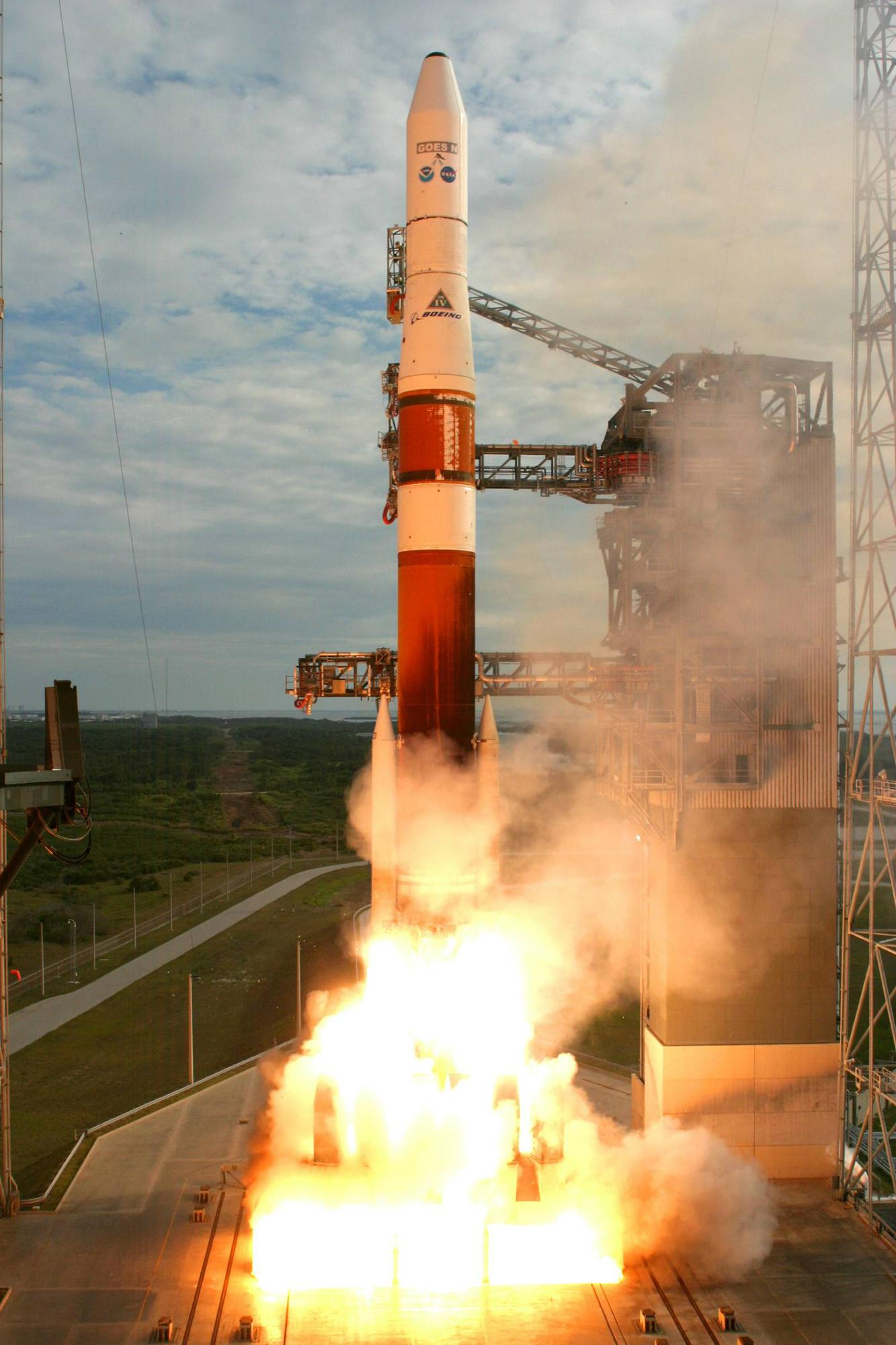
Llançament del GOES 13

El GOES-N va ser llançat a bord d'un coet Delta IV-M+(4,2) de Boeing, enlairant-se des de Space Launch Complex 37B al Cape Canaveral Air Force Station. El llançament va tenir lloc a les 22:11:00 GMT del 24 de maig. El llançament va ser retardat considerablement a causa d'una sèrie de qüestions. Primer, havia estat programat per volar en un Delta III, però després de tres fracassos consecutius en els seus tres primers vols, es va cancel·lar el Delta III, permetent que els llançaments del GOES fossin transferits al Delta IV. Nous retards van ser causats després de l'anterior llançament del Delta IV, el vol inaugural de la configuració Pesada, que va patir una fallada parcial. Llavors, dos intents de llançament a l'agost de 2005 van ser cancel·lats, el segon als quatre minuts i vint segons abans de l'enlairament. Després d'aquests intents de llançament, les bateries del sistema de terminació de vol van expirar, requerint la seva substitució. Una vaga de treballadors a Boeing després va provocar el reinici del llançament fins al maig del 2006.
Al llançament, el satèl·lit tenia una massa de 3.133 kg, i una vida útil prevista de deu anys de funcionament, encara que transporta combustible per a més temps. Va ser construït per Boeing, basat en el bus de satèl·lit BS-601, i va ser el primer de tres satèl·lits GOES-N en ser llançats. Actualment es troba en una òrbita geoestacionària a una longitud de 75° Oest. Ha estat servint activament com a GOES-East des de l'abril de 2010. Al desembre de 2007, va ser utilitzat per donar cobertura a la costa est dels Estats Units durant un tall de llum del GOES 12 a causa d'una fuita del propulsor. Després que el problema amb el GOES 12 fos arreglat, va reprendre les operacions, i el GOES 13 es va tornar a desactivar. També va ser breument activat a mitjans de maig de 2009, quan GOES 12 va desenvolupar un altre problema de propulsor, però, no va caldre realitzar operacions, i va ser desactivat a finals del mes. A l'abril de 2010, el GOES-13 va substituir el GOES-12 com GOES-East a 75° Oest.
El desembre de 2006, el GOES-13 va observar una flamarada solar tan intensa que va danyar el seu Solar X-ray Imager (SXI).
El 12 de setembre de 2012, el GOES 13 van començar a enviar imatges amb una quantitat excessiva de soroll. El soroll va augmentar gradualment fins al punt en què es va posar el satèl·lit en mode d'espera el 24 de setembre amb la finalitat de permetre als enginyers per diagnosticar el problema. El GOES 15 va proveir temporalment imatges de còpia de seguretat, però el GOES 14 des de llavors ha servit com un reemplaçament.